# Tour de la Grand’Vy
Der Tour de la Grand’Vy befindet sich in der Gemeinde Bullet des schweizerischen Kantons Waadt.

## Situation
51 Treppenstufen führen zur Aussichtsplattform des im Jahre 2018 erstellten Turmes. Von dort hat man einen Blick über den Neuenburgersee und Genfersee des Mittellandes bis zu den höchsten Berggipfeln der Alpen im Süden sowie den Hügeln des Juras im Norden des Turmes.  

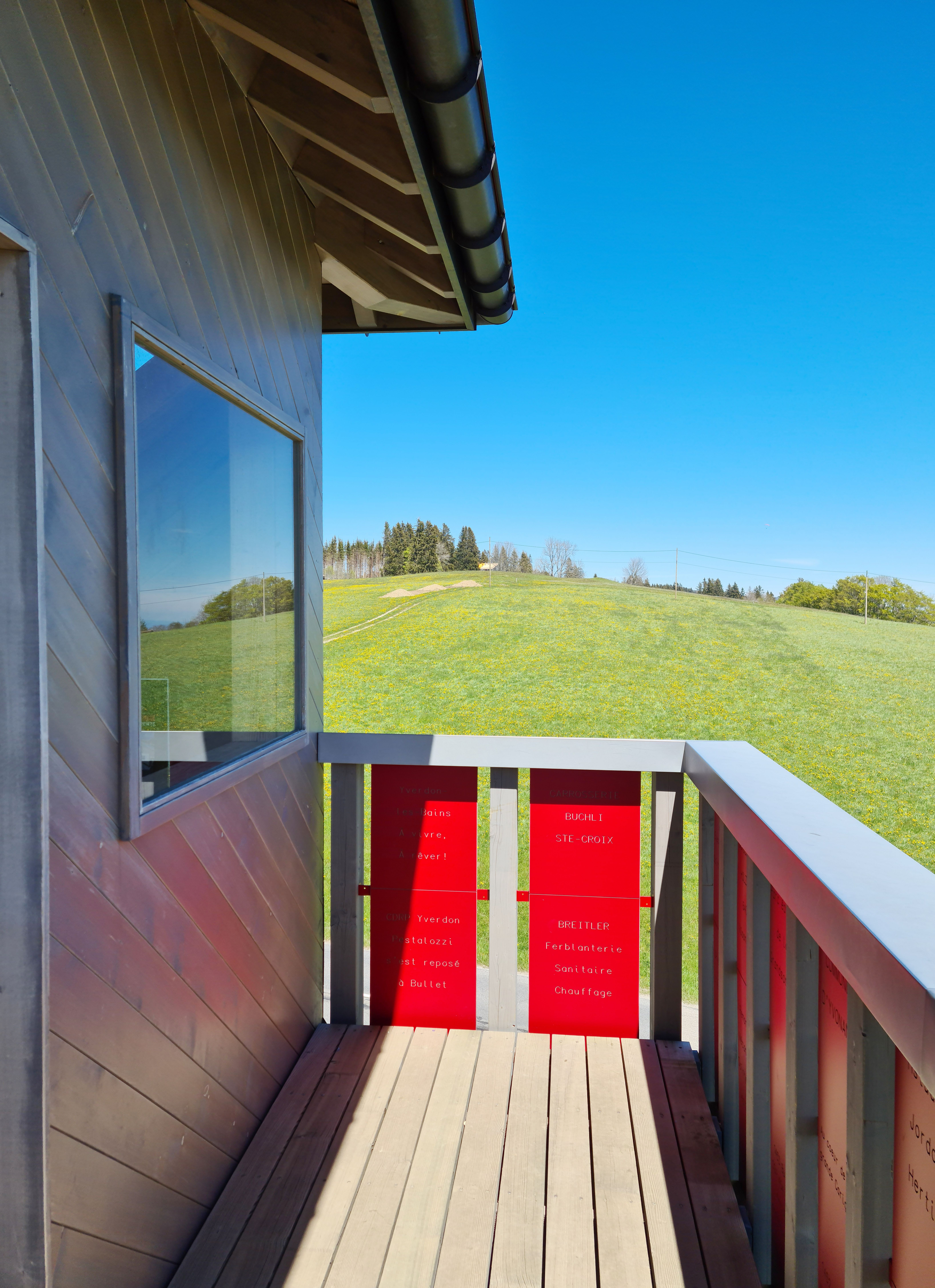
Aussichtsplattform
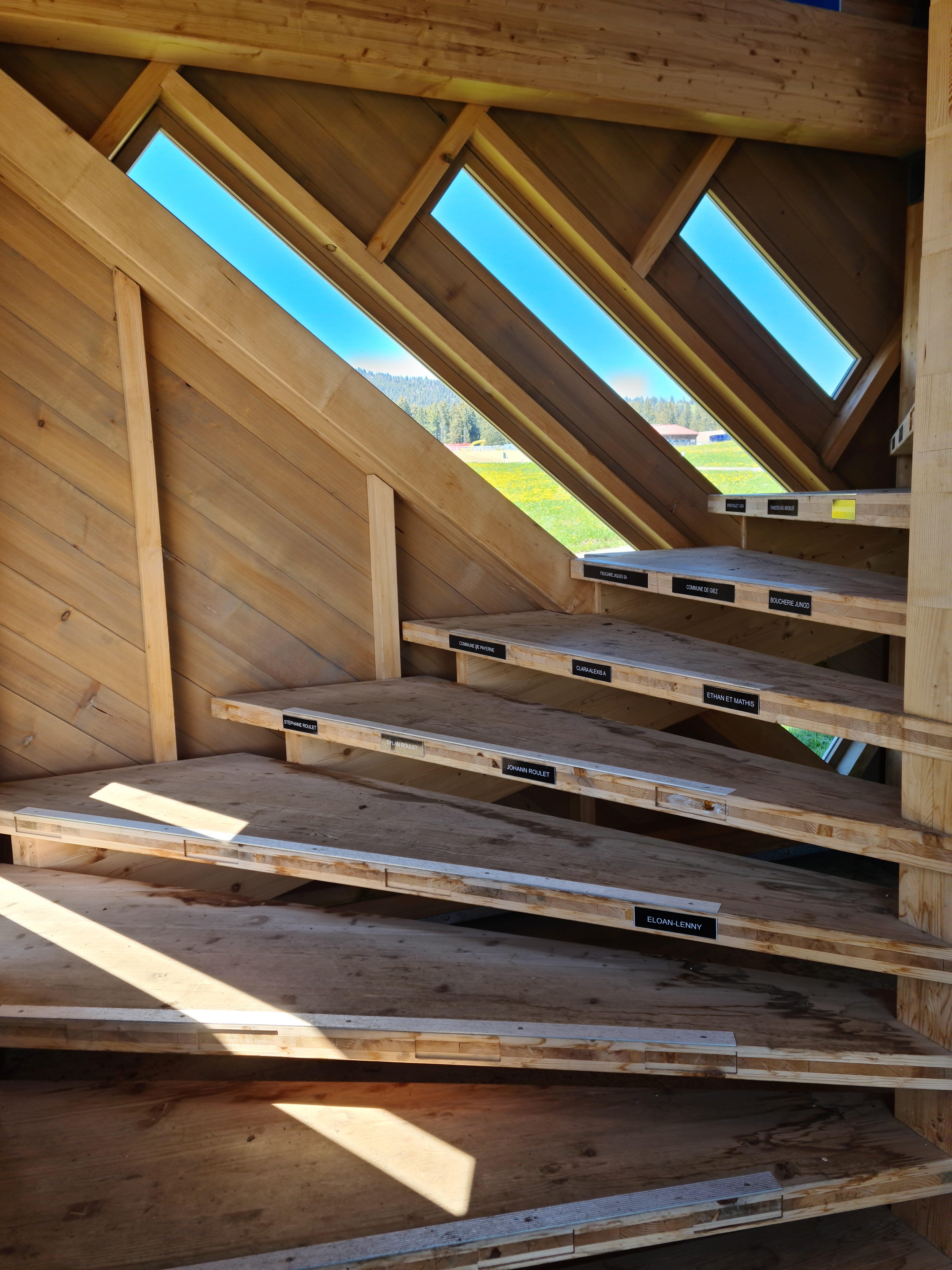
Treppe